# Jesse Williams
Jesse Wesley Williams  (sinh ngày 5 tháng 8 năm 1981) là một nam diễn viên, đạo diễn kiêm nhà sản xuất phim người Mỹ.